# 17. новембар
17. новембар (17.11.) је 321. дан године по грегоријанском календару (322. у преступној години). До краја године има још 44 дана.

## Догађаји
- 887 — Франачки великаши су збацили краља Карла Дебелог на скупштини у Франкфурту.
- 1292 — Џон Бејлиол је изабран да буде краљ Шкота уместо Роберта Бруса.
- 1830 — Основана мађарска Академија наука
- 1839 — Премијера прве опере Ђузепеа Вердија, „Oberto, conte di San Bonifacio“ у Милану.
- 1855 — Шкотски истраживач Дејвид Ливингстон открио водопаде на рези Замбези, назване по енглеској краљици Викторијини водопади.
- 1869 — Отворен је за саобраћај Суецки канал између Средоземног и Црвеног мора
- 1876 — У Москви премијерно изведена композиција Петра Иљича Чајковског Српско-руски марш.
- 1913 — Први бродови прошли кроз Панамски канал, који је званично отворен годину дана касније.
- 1918 — Јединице српске војске под командом војводе Петра Бојовића ослободиле Велики Бечкерек (данашњи Зрењанин).
- 1922 — Мехмед VI, бивши отомански султан, одлази у егзил у Италију.
- 1933 — САД по први пут правно признале СССР.
- 1947 — Пуштена је у саобраћај железничка пруга Шамац—Сарајево, дуга 242 km, у чијој су изградњи учествовале омладинске бригаде из целе Југославије.
- 1954 — Гамал Абдел Насер је изабран за египатског председника.
- 1969 — Преговарачи из Совјетског Савеза и САД су у Хелсинкију започели преговоре о ограничењу стратешког наоружања.
- 1970 — Луноход 1, први даљински контролисани ровер на неком другом свемирском објекту, се спустио на Месец.
- 1973 — У Атини у Грчкој је у крви угушен протест групе студената Народног Техничког универзитета (Политехниона) против режима војне хунте.
- 1989 — У експлозији у руднику угља у Алексинцу погинула су 92 рудара.
- 1996 — У другом кругу локалних избора у Србији коалиција опозиционих партија „Заједно“ победила је у највећем броју великих градова, укључујући Београд, Ниш, Нови Сад и Крагујевац. То је била прва победа српске опозиције од увођења вишестраначког политичког система 1990. Покушај власти да фалсификује изборне резултате изазвао је тромесечне масовне грађанске протесте.
- 1997 — Шесторо исламиста је убило 62 особе испред Хатсепшутиног храма у Луксору.
- 2003 — Арнолд Шварценегер постаје гувернер Калифорније.

## Рођења
- 1749 — Никола Апер, француски проналазач, познат као отац конзервисања хране. (прем. 1841)[1]
- 1755 — Луј XVIII, француски краљ (1814—1824). (прем. 1824)
- 1857 — Жозеф Бабински, француско-пољски неуролог. (прем. 1932)
- 1887 — Бернард Монтгомери, британски војсковођа. (прем. 1976)
- 1902 — Јуџин Вигнер, мађарско-амерички физичар, инжењер и математичар. (прем. 1995)
- 1925 — Рок Хадсон, амерички глумац. (прем. 1985)
- 1928 — Звонко Лепетић, хрватски глумац. (прем. 1991)
- 1928 — Миодраг Поповић Деба, српски глумац. (прем. 2005)
- 1929 — Ранко Жеравица, српски кошаркашки тренер. (прем. 2015)
- 1942 — Мартин Скорсезе, америчко-италијански редитељ, сценариста, продуцент, глумац и историчар филма.
- 1943 — Лорин Хатон, америчка глумица и модел.
- 1944 — Дени Девито, амерички глумац, редитељ и продуцент.
- 1945 — Срђан Карановић, српски редитељ и сценариста.
- 1948 — Властимир Ђорђевић, српски официр за време Рата на Косову
- 1955 — Миодраг Михаљевић, српски информационо-комуникациони технолог, академик и дописни члан Српске академије наука и уметности.[2]
- 1957 — Драгица Радосављевић Цакана, српска певачица.
- 1958 — Мери Елизабет Мастрантонио, америчка глумица и певачица.
- 1960 — Рупол, амерички глумац, дрег квин и музичар.
- 1960 — Тихомир Станић, српски глумац.
- 1966 — Софи Марсо, француска глумица, редитељка, сценаристкиња и списатељица.
- 1972 — Ирена Мичијевић, српска глумица. (прем. 2017)
- 1975 — Дајен Нил, америчка глумица.
- 1975 — Џером Џејмс, амерички кошаркаш.
- 1978 — Том Елис, велшки глумац.
- 1978 — Рејчел Макадамс, канадска глумица.
- 1981 — Небојша Јоксимовић, словеначки кошаркаш.
- 1983 — Јанис Бурусис, грчки кошаркаш.
- 1986 — Манучар Маркоишвили, грузијски кошаркаш.
- 1986 — Нани, португалски фудбалер.
- 1987 — Искра Брајовић, српска глумица.
- 1995 — Елисе Мертенс, белгијска тенисерка.
- 1997 — Драган Бендер, хрватски кошаркаш.

## Смрти
- 375 — Валентинијан I, западно-римски цар. (рођ. 321)[3]
- 474 — Лав II, источноримски цар. (рођ. 467)
- 594 — Гргур Турски, франачки бискуп, историчар и потоњи светац. (рођ. отприлике 538)[4]
- 1558 — Мери Тјудор, енглеска краљица. (рођ. 1516)
- 1796 — Катарина Велика, руска царица. (рођ. 1729)
- 1882 — Ђуро Даничић, српски научник и филолог. (рођ. 1825)[5]
- 1908 — Милан Ђ. Милићевић, српски књижевник и историчар. (рођ. 1831)
- 1990 — Роберт Хофстатер, амерички физичар. (рођ. 1915)
- 2006 — Ференц Пушкаш, мађарски фудбалер. (рођ. 1927)
- 2014 — Илија Пантелић, југословенски и српски фудбалски голман. (рођ. 1942)[6]

## Празници и дани сећања
- Међународни дан студената

Српска православна црква данас прославља
- Преподобни Јоаникије Велики
- Свештеномученик Никандар
- Свети мученик Порфирије глумац
- Свети благочестиви цар Јован Дука Ватаци, милостиви
- Свети и праведни Јован, Стефан и Исаија грузијски